# Iván Martínez Puyol
Iván Martínez Puyol (Zaragoza, Aragón, España, 1 de marzo de 1983), deportivamente conocido como Iván Martínez, es un exjugador y entrenador de fútbol español. Como jugador se desempeñaba en la posición de interior izquierdo. Actualmente dirige al Yeclano Deportivo de la Segunda Federación.

## Carrera
Como Jugador
Jugador formado en la cantera del Real Zaragoza, debuta con el Real Zaragoza "B" en 2001, con dieciocho años, en edad de juvenil, disputando el primer tramo de la temporada en un filial muy competido, en el que no conseguiría quedarse con una plaza en el centro del campo, volviendo al División de Honor. Ya por esa época -compaginando su carrera como jugador- comenzó a entrenar a niños en la Unión Deportiva Amistad, uno de los clubes de fútbol base con más historia y entidad de la ciudad. Continuando con su faceta como jugador, a la siguiente temporada jugaría en el extinto segundo filial, el Universidad-Real Zaragoza "C". Abandonaría la Ciudad Deportiva, dos años después, en 2003, para fichar por un recién ascendido Casetas de la mano de José Ignacio Soler. Posteriormente jugaría en equipos como el Osasuna Promesas del "Cuco" Ziganda, el Barbastro de David Navarro, el Villajoyosa en dos etapas, el Club Deportivo La Muela y el Sariñena, sendos dirigidos por Emilio Larraz, que le llamaría para formar parte de ellos, siendo este último, el Sariñena, donde Iván Martínez debutaría como entrenador, con no más de treinta años, con el rol interino de entrenador-jugador durante tan sólo un partido. A la temporada siguiente colgaría las botas en el Club Deportivo Teruel.
Como entrenador
Comenzó su carrera íntegramente como entrenador en las categorías inferiores del Real Zaragoza en 2015, tomando el Infantil "B", para pasar posteriormente por el Liga Nacional Juvenil, el Cadete "B" y el División de Honor Juvenil. Con este último conseguiría la Copa de Campeones de División de Honor Juvenil, el mayor título a escala nacional en la categoría deportiva, en la temporada 2018-19, clasificándose asimismo, por primera vez en la historia del Real Zaragoza, en la UEFA Youth League, para la temporada 2019-20, con el que llegaría a unos meritorios dieciseisavos de final, cayendo eliminado nada menos que por el Olympique de Lyon.
En verano de 2020 es nombrado técnico del Deportivo Aragón tras sus dos magníficas campañas con el División de Honor Juvenil. Una vez conocida la destitución de Rubén Baraja como técnico del Real Zaragoza, ocuparía el cargo de entrenador del primer equipo, siendo ratificado el 11 de noviembre hasta el final de temporada. Sin embargo, tras poco más de un mes en el cargo, fue reemplazado por Juan Ignacio Martínez y regresó al banquillo del filial, habiendo conseguido una victoria y 7 derrotas en 8 partidos al mando del Real Zaragoza.Su apuesta por los jóvenes jugadores como Francho Serrano, Alejandro Francés e Iván Azón hicieron que se valorara el trabajo de Iván Martínez como una apuesta de futuro ya que estos tres futbolistas fueron uno de los patrimonios de la entidad en las siguientes temporadas.
El 2 de febrero de 2022, firma como entrenador de la Sociedad Deportiva Ejea de la Segunda División RFEF.Tras coger al equipo en última posición con solo 8 puntos en toda la primera vuelta llega a los 23 puntos en la segunda y la Sociedad Deportiva Ejea desciende a Tercera RFEF.
Renueva su contrato con la Sociedad Deportiva Ejea para la temporada 22/23. Tras una remodelación integral de la plantilla en su primera temporada completa con el conjunto cincovilles alcanza los playoff y siendo el campeón de Aragón es el representante de su comunidad autónoma para el ascenso de categoría. La final la jugó contra el conjunto ibicenco Penya Idependent, el partido de ida en Ejea terminó con 1-1 en el marcador y la vuelta se cerró con un 2-0 para los locales goles marcados en los minutos 116 y 120 de la prórroga en un partido en el cual la Sociedad Deportiva Ejea tuvo que jugar con 10 jugadores todo el tiempo de la prórroga por la expulsión de uno de sus jugadores. Tras acabar el partido el club aragonés nombra Director Deportivo a Rafa Santos el cual unos minutos antes fue el portero en esa eliminatoria y su primera decisión fue renovar a Iván Martínez y todo su cuerpo técnico.
En la temporada siguiente la 23/24 la Sociedad Deportiva Ejea gana la copa Federación Aragonesa clasificándose así para las posteriores eliminatorias. Derrotó también en los cruces a importantes equipos como la Peña Sport de Navarra o el poderoso Sant Andreu Catalan. La siguiente ronda que daba acceso a la Copa del Rey se la jugaría con el Badalona Futur que iba primer clasificado de su grupo en Segunda RFEF y que ganó al Ejea por 3-0. Terminó la temporada de la mejor manera posible siendo el campeón del grupo XVII Aragonés.
Terminó el año siendo Campeón de Liga, Campeón de la Copa Federación Aragonesa, Ascenso a Segunda RFEF y clasificación para la Copa del Rey cerrando así una temporada histórica para la Sociedad Deportiva Ejea.
Tras volver a renovar con la Sociedad Deportiva Ejea el conjunto Aragonés queda encuadrado en el Grupo 2 de Segunda RFEF y disputará la Copa del Rey de la temporada 2024/25.
En un gran inicio el recién ascendido se coloca en puestos de playoff para el ascenso a 1-RFEF durante muchas jornadas, en Copa del Rey el bombo le emparejó con el Hércules de Alicante de categoría superior al que derrotarían en Luchan por 1-0 en el marcador y realizando un gran partido, este hecho hizo que por primera vez en los casi 100 años del club fuera a jugar un partido oficial un equipo de Primera División siendo el Valencia C.F. el que visitaría la capital de las cinco villas. Partido que supuso una gran expectación e ilusión en Ejea que terminó con un 1-3 en el marcador que sentenció Rafa Mir en el 94 justo después de una gran ocasión para el conjunto local que hubiera puesto tablas en el marcador. La Sociedad Deportiva Ejea terminó esa temporada en 7.ª posición llegando al último partido de liga con opciones de clasificarse para la Copa de Rey 25/26 pero finalmente no lo consiguió. Iván Martínez cerró un año histórico para la entidad con récord de puntos, goles y victorias que daban una salvación muy holgada a la Sociedad Deportiva Ejea siendo uno de los clubes con menor presupuesto de los cinco grupos de Segunda RFEF.
En junio de 2025 firma como entrenador del Yeclano Deportivo equipo recién descendido de 1-RFEF.

## Clubes

### Como jugador
| Club              | País   | Año       |
| ----------------- | ------ | --------- |
| Real Zaragoza "B" | España | 2001-2003 |
| Real Zaragoza "C" | España | 2002-2003 |
| U. D. Casetas     | España | 2003-2005 |
| Osasuna Promesas  | España | 2005-2006 |
| U. D. Barbastro   | España | 2006-2007 |
| Villajoyosa C. F. | España | 2007-2008 |
| C. D. La Muela    | España | 2008-2011 |
| Villajoyosa C. F. | España | 2011      |
| C. D. Sariñena    | España | 2011-2014 |
| C. D. Teruel      | España | 2014-2015 |

### Como entrenador
| Club                       | País   | Año       |
| -------------------------- | ------ | --------- |
| C. D. Sariñena             | España | 2013      |
| Real Zaragoza Infantil "B" | España | 2015-2017 |
| Real Zaragoza LN Juvenil   | España | 2017      |
| Real Zaragoza Cadete "B"   | España | 2017-2018 |
| Real Zaragoza DH Juvenil   | España | 2018-2020 |
| Deportivo Aragón           | España | 2020      |
| Real Zaragoza              | España | 2020      |
| Deportivo Aragón           | España | 2020-2021 |
| S. D. Ejea                 | España | 2022-Act. |